# To Be Zdenka
To Be Zdenka je osmi studijski album hrvatske džez i rok pevačice Zdenke Kovačiček, koji je 2002. objavila diskografska kuća Cantus.
Na albumu se nalazi ponovo snimljena kompozicija "Žena za sva vremena", a autor muzike na materijalu je Marko Tomasović.

## Popis pesama
1. "Odavno shvatila sam sve"
2. "Krivi me čovjek zanima"
3. "Začarane pustinje"
4. "To nisam bila ja"
5. "Žena za sva vremena"
6. "Sve je dobro (otkada te znam)"
7. "Ja ću pronaći svoj mir"
8. "Dovoljno je da me voliš"
9. "Vjerna sjećanju"
10. (Možda ni ne osjećam kraj)"